# Poružnica
Poružnica (cyr. Поружница) – wieś w Serbii, w okręgu zajeczarskim, w gminie Sokobanja. W 2011 roku liczyła 298 mieszkańców.